# Gestaltungskompetenz
Mit Gestaltungskompetenz wird die Fähigkeit bezeichnet, Wissen über nachhaltige Entwicklung anzuwenden und Probleme nicht nachhaltiger Entwicklung zu erkennen, das heißt, aus Gegenwartsanalysen und Zukunftsstudien Schlussfolgerungen über ökologische, ökonomische und soziale Entwicklungen in ihrer wechselseitigen Abhängigkeit ziehen und darauf basierende Entscheidungen treffen, verstehen und umsetzen zu können, mit denen sich nachhaltige Entwicklungsprozesse verwirklichen lassen.
Das Konzept der Gestaltungskompetenz wurde von Gerhard de Haan und Dorothee Harenberg im Rahmen des Schulmodellprogramms der Bund-Länder-Kommission für Bildungsplanung und Forschungsförderung (BLK) „21“ und des Nachfolgeprogramms Transfer-21 entwickelt und erprobt.  
Die Gestaltungskompetenz unterscheidet inzwischen seit 2008 zwölf Teilkompetenzen, in denen die Schüler für die Zukunft ausgebildet werden sollen: 
1. Weltoffen und neue Perspektiven integrierend Wissen aufbauen
2. Vorausschauend Entwicklungen analysieren und beurteilen können
3. Interdisziplinär Erkenntnisse gewinnen und handeln
4. Risiken, Gefahren und Unsicherheiten erkennen und abwägen können
5. Gemeinsam mit anderen planen und handeln können
6. Zielkonflikte bei der Reflexion über Handlungsstrategien berücksichtigen können
7. An kollektiven Entscheidungsprozessen teilhaben können
8. Sich und andere motivieren können, aktiv zu werden
9. Die eigenen Leitbilder und die anderer reflektieren können
10. Vorstellungen von Gerechtigkeit als Entscheidungs- und Handlungsgrundlage nutzen können
11. Selbständig planen und handeln können
12. Empathie für andere zeigen können